# René-Georges Laurin
Pour les articles homonymes, voir Laurin.
René-Georges Laurin, né le 2 mai 1921 à Paris et mort le 29 avril 2006 à Saint-Raphaël dans le Var, est un résistant et homme politique français.

## Biographie
Fils d'Auguste Laurin, fonctionnaire et d'Angelina Kesteloot, René-Georges Laurin, nait à Paris le 2 mai 1921. Il a deux fils, Hervé et Thierry, de son premier mariage avec Viviane Mason De Tourbet. Il se remarie ensuite avec Danielle Couderc dont il partage l'existence jusqu'à sa mort à Saint-Raphaël le 29 avril 2006.
D'un milieu modeste et ayant sacrifié ses études à ses engagements dans la Résistance, il commence en 1952 une vie professionnelle de commissaire-priseur à l'hôtel Drouot. Proche de Maurice Rheims, il se forge une réputation d'expert en meubles anciens. Il poursuit cette carrière en la conciliant avec ses mandats politiques et sa vie de famille.

## Résistance
Membre de la Jeunesse ouvrière chrétienne (JOC) et du patronage de Championnet, René-Georges Laurin rejoint la Résistance en 1940. À la demande de Georges Bidault, il participe en 1943 avec Pierre Corval à la fondation des Jeunes chrétiens combattants en 1943.
Arrêté par la Gestapo en janvier 1944, il est emprisonné à Fresnes puis interné au camp de Royallieu. Il parvient toutefois à s'échapper du train qui le conduit au camp de concentration de Mauthausen en avril 1944 et prend part aux combats pour la libération de Paris en août de la même année.

## Carrière politique
Nommé délégué des jeunes par le général de Gaulle, il siège en 1944 et 1945 à l'Assemblée consultative provisoire. Chef de cabinet du ministre d'État Alexandre Varenne puis attaché au cabinet du Haut-commissaire de France en Indochine, Thierry d'Argenlieu, en 1946, il est ensuite attaché de presse au cabinet du général de Gaulle jusqu'en 1947. Membre du Rassemblement du peuple français (RPF) dès 1947 il en est aussitôt délégué aux jeunes puis conseiller national en 1952 et 1953.

### Mandats locaux
Menant de front son métier de commissaire-priseur, il est élu maire de Saint-Raphaël en 1961 et y demeure jusqu'en 1965. Il retrouve sa mairie de Saint-Raphaël en 1977 et la garde jusqu'en 1983.
Il est élu conseiller général du canton de Saint-Raphaël de 1973 à 1989. Conseiller régional de la région Provence-Alpes-Côte d'Azur de 1986 à 1992, il en exerce la vice-présidence puis redevient conseiller général de 1992 à 1998.

### Mandats nationaux
René-Georges Laurin est élu député de la 2e circonscription du Var en 1958 et réélu en 1962 sous l'étiquette Union pour la nouvelle République - Union démocratique du travail (UNR-UDT). Il préside la commission chargée de vérifier et d'apurer les comptes à partir de 1962. Il se consacre aux sujets qui concernent sa terre d'élection. Rapporteur du budget du tourisme de 1959 à 1963, il dépose en 1961 une proposition de loi sur l'obtention par les communes de concessions trentenaires pour l'exploitation des bains de mer et des plages. Il présente également deux rapports sur la catastrophe du barrage de Malpasset en 1959. Rapporteur du budget de la marine en 1962 et 1963 puis des budgets militaires de 1964 à 1966, il perd son siège de député en mars 1967, deux ans après celui de maire de Saint-Raphaël.
Sénateur du Var en septembre 1986, il assure la vice-présidence de la commission des lois du Sénat de 1995 à 2001. Il est ensuite membre de la commission des affaires étrangères de 2001 à 2004. Il se retire de la vie politique en septembre 2004 et meurt le 29 avril 2006.

## Titres et distinctions
René-Georges Laurin est membre titulaire de la Haute Cour de justice de 1959 à 1962.
Officier supérieur des Forces françaises de l'intérieur (FFI), il est commandeur de la Légion d'honneur (31 décembre 2004), titulaire de la croix de guerre 1939-1945, de la médaille de la Résistance, de la médaille des évadés, de la médaille de la déportation et de l'internement et de la croix du combattant volontaire de la Résistance. À titre civil, il est également commandeur de l'ordre national du Mérite.

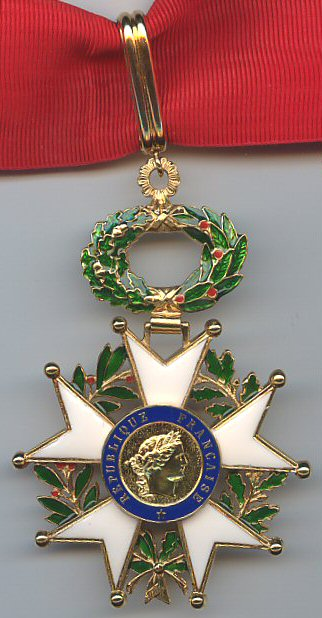
Cravate de commandeur de l’Ordre national de la Légion d'honneur
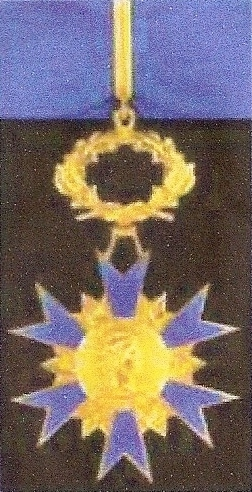
Cravate de commandeur de l’Ordre du Mérite
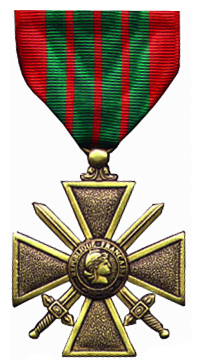
Médaille de la croix de guerre 1939-1945
Médaille de la Résistance

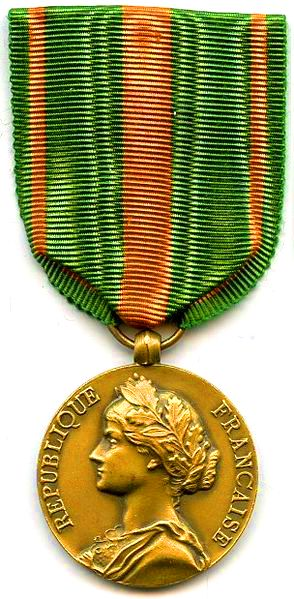
Médaille des évadés
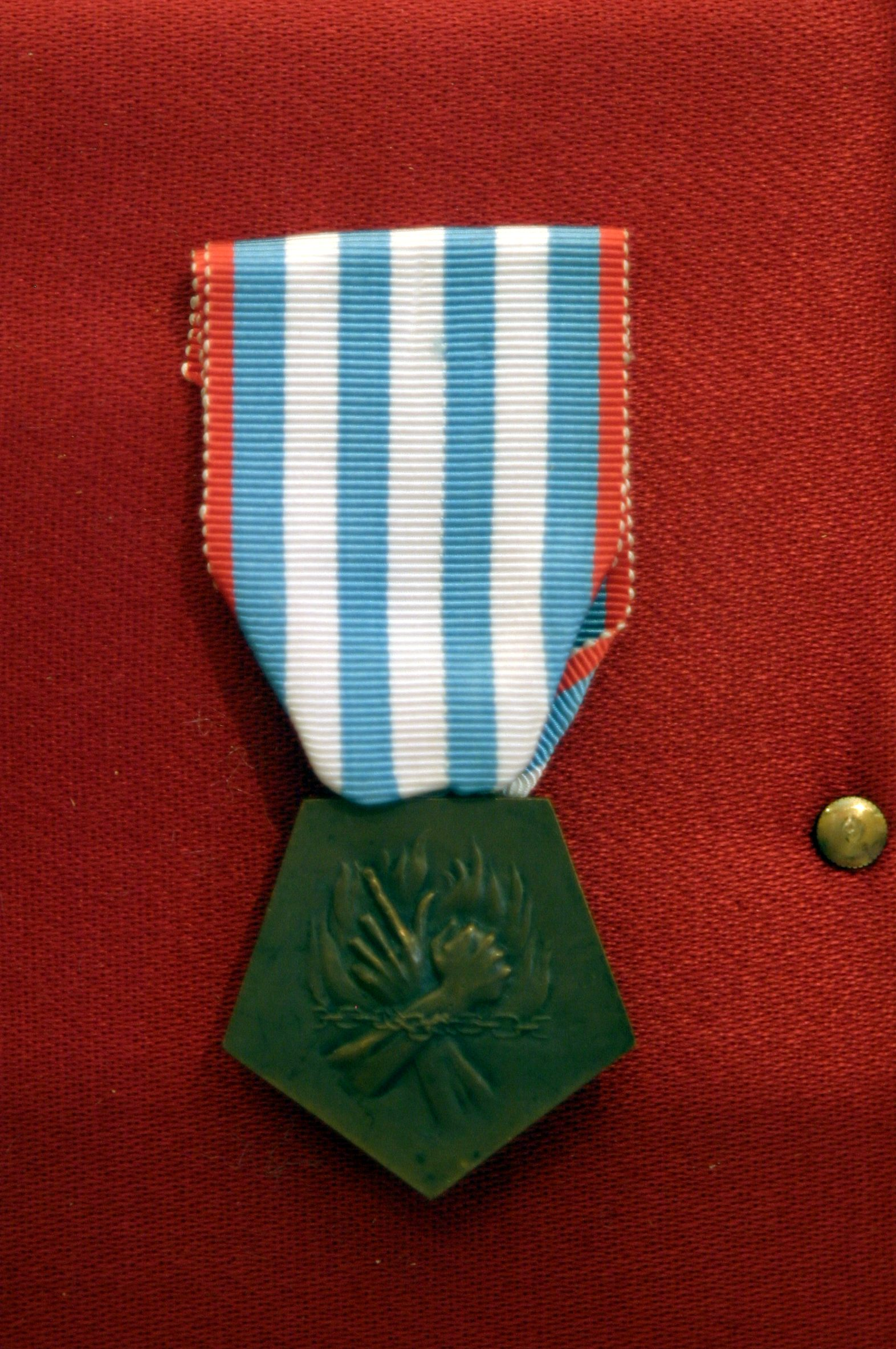
Médaille de la déportation et de l'internement
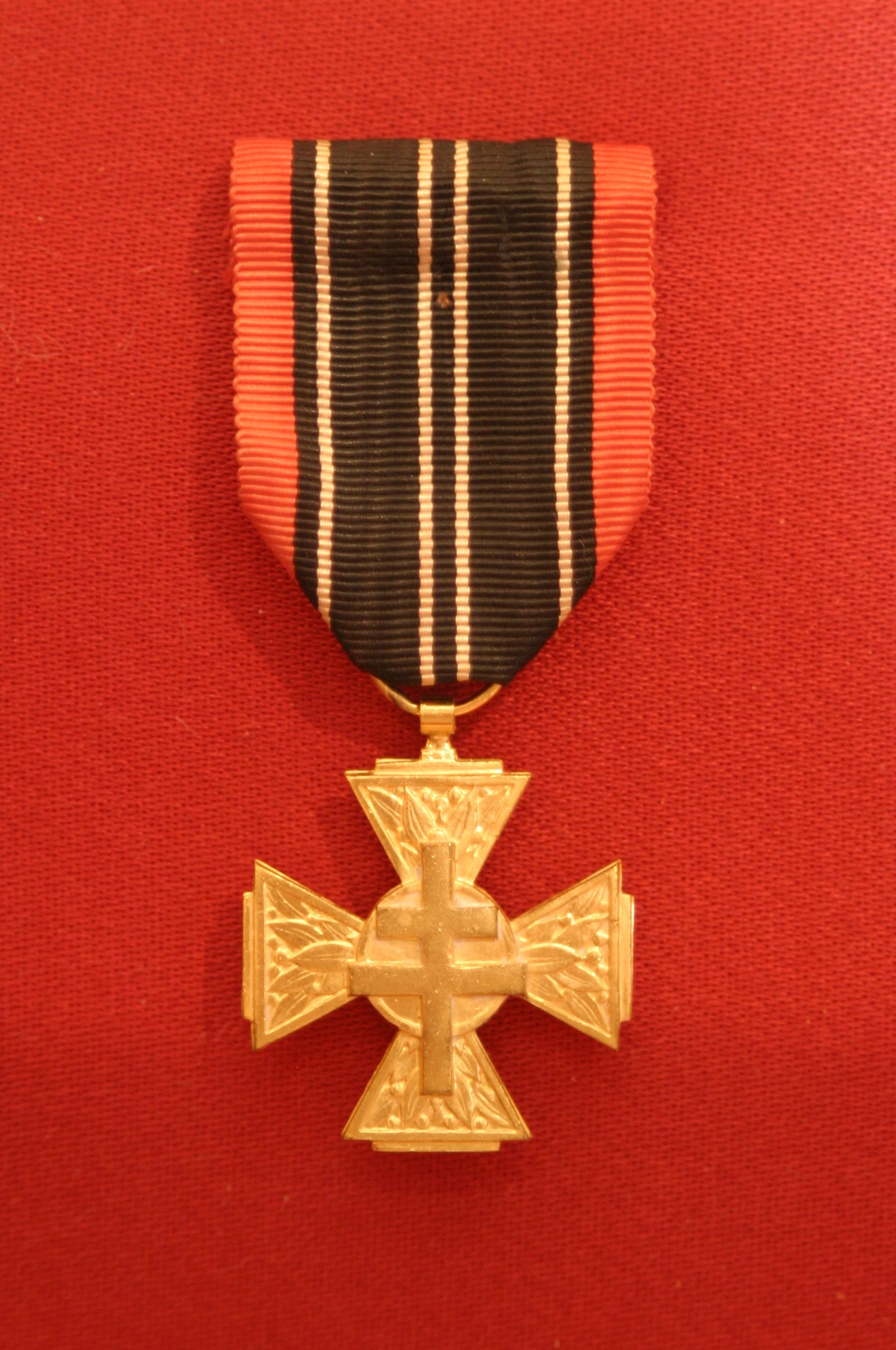
Croix du combattant volontaire de la Résistance